# Amphoe Na Thom
Amphoe Na Thom (thailändisch อำเภอ นาทม) ist ein Landkreis (Amphoe – Verwaltungs-Distrikt) der Provinz Nakhon Phanom. Die Provinz Nakhon Phanom liegt in der Nordostregion von Thailand, dem so genannten Isan. 

## Geographie
Nakhon Phanom liegt an der äußersten Nordostgrenze Thailands an der Grenze zu Laos am Ufer des Mekong.
Benachbarte Distrikte (von Osten im Uhrzeigersinn): die Amphoe Ban Phaeng und Si Songkhram der Provinz Nakhon Phanom, Amphoe Akat Amnuai in der Provinz Sakon Nakhon sowie die Amphoe Seka und Bueng Khong Long in der Provinz Nong Khai.

## Geschichte
Na Thom wurde am 1. April 1992 zunächst als „Zweigkreis“ (King Amphoe) eingerichtet, indem drei Tambon vom Amphoe Ban Phaeng abgetrennt wurden. 
Am 11. Oktober 1997 wurde Na Thom zum Amphoe heraufgestuft.

## Verwaltung

### Provinzverwaltung
Der Landkreis Na Thom ist in drei Tambon („Unterbezirke“ oder „Gemeinden“) eingeteilt, die sich weiter in 36 Muban („Dörfer“) unterteilen.
| Nr. | Name     | Thai   | Muban | Einw. |
| --- | -------- | ------ | ----- | ----- |
| 1.  | Na Thom  | นาทม   | 15    | 8.495 |
| 2.  | Nong Son | หนองซน | 13    | 8.997 |
| 3.  | Don Toei | ดอนเตย | 08    | 5.540 |

### Lokalverwaltung
Es gibt drei „Tambon-Verwaltungsorganisationen“ (องค์การบริหารส่วนตำบล – Tambon Administrative Organizations, TAO) im Landkreis:
- Na Thom (Thai: องค์การบริหารส่วนตำบลนาทม)
- Nong Son (Thai: องค์การบริหารส่วนตำบลหนองซน)
- Don Toei (Thai: องค์การบริหารส่วนตำบลดอนเตย)